# Є

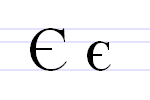
Der kyrillische Buchstabe Є

Das Є (kleingeschrieben є) ist der neunte Buchstabe des ukrainischen Alphabetes und repräsentiert dort die Phonemfolge [je].
Der Buchstabe entstand ursprünglich als eine Variante von Е und diente u. a. als Basis für die Ligatur Ѥ. Schon bald ging die Aussprache der Buchstaben vor allem im Ukrainischen auseinander und Є wurde als eigener Buchstabe im ukrainischen Alphabet anerkannt.
Der Buchstabe wird auch als Ersatz für Ө verwendet, falls dieses nicht verfügbar ist.
Eine gespiegelte Variante ist der kyrillische Buchstabe Э.

## Zeichenkodierung
| Standard  | Standard    | Majuskel Є                           | Minuskel є                         |
| --------- | ----------- | ------------------------------------ | ---------------------------------- |
| Unicode   | Codepoint   | U+0404                               | U+0454                             |
| Unicode   | Name        | CYRILLIC CAPITAL LETTER UKRAINIAN IE | CYRILLIC SMALL LETTER UKRAINIAN IE |
| UTF-8     | UTF-8       | D0 84                                | D1 94                              |
| XML/XHTML | dezimal     | &#1028;                              | &#1108;                            |
| XML/XHTML | hexadezimal | &#x0404;                             | &#x0454;                           |